# てぃーてぃーてぃーてれって てれてぃてぃてぃ 〜だれのケツ〜
「てぃーてぃーてぃーてれって てれてぃてぃてぃ 〜だれのケツ〜」は、舞祭組の2枚目シングル。2014年7月27日にavex traxから発売。プロデューサーは「棚からぼたもち」に続いて中居正広が担当している。

## 概要
この曲の発売決定は、Kis-My-Ft2の冠番組『キスマイBUSAIKU!?』で舞祭組のプロデューサーである中居から発表された。また、この曲の発売日は日曜日となっており、前作と同じく水曜日でない。前作と同じく、歌詞にはKis-My-Ft2のメンバーである、ガヤ、キタ、タマが登場している。
ちなみに中居は、2014 - 2015年開催「Mr.S "saikou de saikou no CONCERT TOUR"」コントコーナーにて、スルメさんとしてこの曲を披露している。また、歌詞にタク 、ゴロ、ツヨ、シンが登場している。

## 発売形態
通常盤・初回限定盤A・初回限定盤B・キスマイショップ限定盤の計4形態で発売。初回限定盤Aには、「てぃーてぃーてぃーてれって てれてぃてぃてぃ 〜だれのケツ〜」のミュージックビデオ、メーキングが収録されているDVDが付属している。

## チャート成績
2014年7月26日付オリコンシングルデイリーチャートでは、推定売上約5.8万枚を記録し1位を獲得した。ウィークリーチャートでは推定売上約7.8万枚を記録したが、EXILEの「NEW HORIZON」に負け2位となった。またウィークリーチャートで1位になれなかったため、プロデューサーの中居から2014年8月14日放送の『キスマイBUSAIKU!?』内で罰ゲームを下し、スカイダイビングを行った。

## 収録曲

### CD
1. てぃーてぃーてぃーてれって てれてぃてぃてぃ 〜だれのケツ〜 [3:42]
作詞・作曲・編曲：なかいさん、宮下工務店
  - 舞祭組主演 日本テレビドラマ「平成舞祭組男」オープニング・テーマ

冒頭部分は前作「棚からぼたもち」からの引用。
2. てぃーてぃーてぃーてれって てれてぃてぃてぃ 〜だれのケツ〜（カラオケ）

### DVD
※初回生産限定盤Aのみ
1. てぃーてぃーてぃーてれって てれてぃてぃてぃ 〜だれのケツ〜 MUSIC VIDEO
2. てぃーてぃーてぃーてれって てれてぃてぃてぃ 〜だれのケツ〜 メイキング